# Giuseppe Bartolo
Giuseppe Bartolo (Bari, 1º luglio 1912 – Bari, 3 luglio 1977) è stato uno storico, politico e meridionalista italiano.

## Biografia
Giuseppe Bartolo nasce nell'ambiente borghese della Bari degli anni Trenta: il padre Paolo è uno stimato mediatore di prodotti agricoli,  discretamente benestante, la madre Angela Fasano è casalinga.
Grazie allo stimolo di uno zio materno, il prof. Michele Girone docente di latino e greco nei Licei, si dedica agli studi classici, frequenta l'Università di Bari e si laurea a pieni voti in Giurisprudenza nel 1934 ottenendo una Borsa di studio.
Coltiva i suoi interessi culturali approfondendo lo studio delle materie umanistiche e, nel 1937, diviene docente di ruolo di Storia e Filosofia nel prestigioso Liceo "Orazio Flacco" di Bari.
Alla fine dello stesso anno sposa Delia Pasculli, dalla quale avrà cinque figli.

### Gli anni della formazione

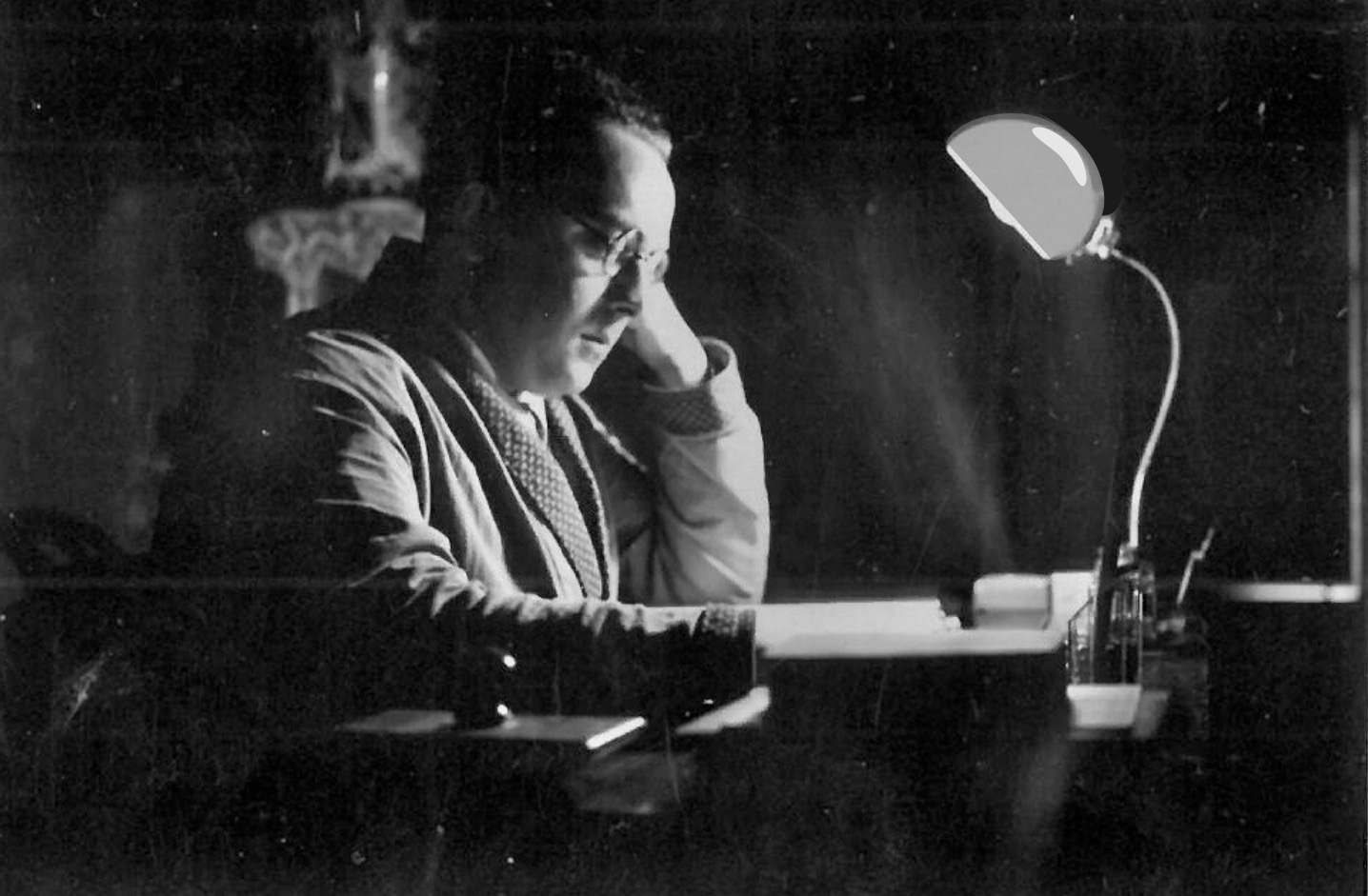
Giuseppe Bartolo alla scrivania nel 1940

Nel periodo universitario diviene amico di Michele Cifarelli, suo collega di corso, con il quale stringe un'amicizia che durerà per tutta la vita; assieme ad altri giovani formeranno un gruppo che gradualmente prenderà coscienza della situazione politica italiana ed europea maturando una chiara posizione democratica di orientamento liberal-socialista e rifiutando esplicitamente l'ideologia e la prassi del Fascismo e delle leggi razziali.
Sono i contatti con Tommaso Fiore e Guido Calogero ad alimentare questo sodalizio di giovani intellettuali, fra cui i figli di Fiore, Vincenzo,Vittore e Graziano, Fabrizio Canfora, Ernesto De Martino, Domenico Loizzi ed altri che, attratti dal suggestivo clima culturale della libreria Laterza, costruiscono e rafforzano quella presa di coscienza.
Determinante sarà l'incontro con Benedetto Croce, presente a Villa Laterza grazie alle frequenti visite all'editore, con cui i giovani antifascisti baresi potranno confrontarsi sui temi del liberismo e liberalismo e che offrirà loro lo stimolo alla discussione.
Nel novembre del 1941, in casa Cifarelli, Bartolo aderisce con gli altri alla costituzione dell'associazione clandestina liberalsocialista Giovane Europache si rifà a quella di Mazzini, il cui programma pone al primo punto l'istituzione della Repubblica e dove è già presente in nuce l'idea di una Europa federalista.
Con l'entrata in guerra dell'Italia Bartolo è chiamato alle armi e presta servizio presso il Quartier Generale del IX Corpo d'Armata a Bari e questo gli consente di continuare a frequentare il suo gruppo di amici.

### Gli eventi del '43-44

Ian Gordon Greenlees, Napoli 1944.

Alla svolta del '43 i giovani antifascisti di questo gruppo sono pronti ad assumere con responsabilità un ruolo da protagonisti: subito dopo l'8 settembre, consapevoli di trovarsi in una zona rapidamente sgomberata dai tedeschi e con a disposizione la stazione emittente più potente del meridione, Giuseppe Bartolo, Michele Cifarelli, Michele D'Erasmo e Beniamino D'Amato prendono una inusitata iniziativa: con il tacito assenso del dirigente EIAR ing. Giuseppe Damascelli danno vita alle prime trasmissioni di Radio Bari, ascoltabili in tutta Italia, con le quali incitano all'impegno civile ed alla lotta di liberazione. Nel leggere i suoi messaggi Bartolo adotta lo pseudonimo di “Simplicius”. Bloccati dal Governo del Regno del Sud insediato a Brindisi, riprendono le trasmissioni solo dopo l'intervento del maggiore dell'esercito britannico Ian Gordon Greenlees divenuto responsabile dell'emittente e convinto che quelle giovani voci italiane che gridano il loro credo antifascista avranno un forte impatto sugli ascoltatori.
Nell'ottobre 1943 aderisce con gli altri giovani del gruppo al Partito d'Azione (che a sua volta si riconosce come partito al CLN), collaborando nell'attività politica con Michele Cifarelli, divenuto nel frattempo segretario provinciale sia del PdA che del CLN di Bari.

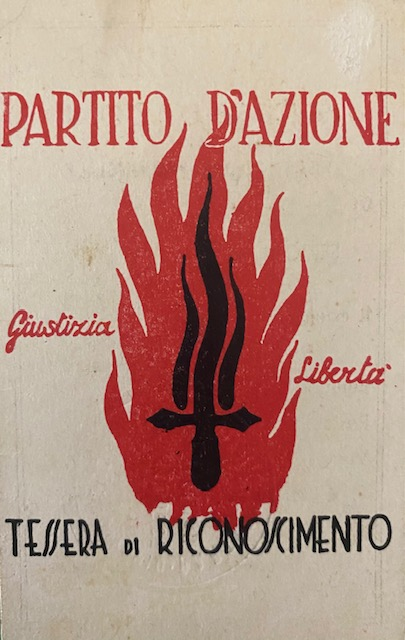

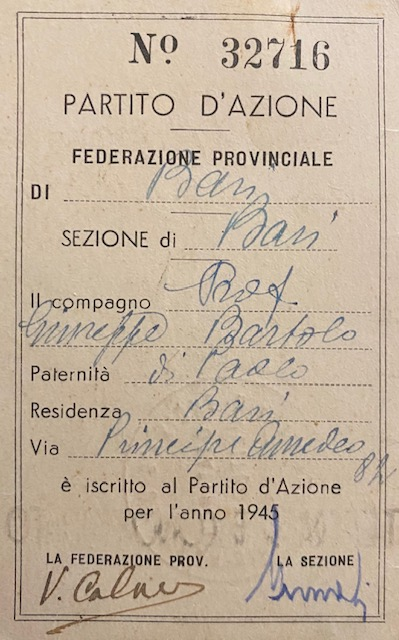
Tessera del PdA di Giuseppe Bartolo, 1945

Nel novembre del '43 il PdA pugliese inizia a pubblicare il settimanale "L'Italia del Popolo" e Bartolo ne assume l'amministrazione; collabora anche all'organizzazione del circolo culturale “Pensiero ed Azione”, utile al proselitismo al di fuori delle strutture istituzionali del Partito, diventandone presidente.
A dicembre i CLN meridionali propongono di tenere a Napoli un Congresso Nazionale per concordare le scelte politiche ed istituzionali da perseguire nell'immediato e nel futuro e, osteggiati dagli Alleati, elevano una vibrante protesta che viene ripresa dalla stampa estera; inoltre, con il tacito consenso di Greenlees, Bartolo dà notizia del divieto da Radio Bari, suscitando intenzionalmente le ironie di Radio Berlino sulla “libertà” promessa dagli Alleati. Gli Alleati acconsentono allora alla proposta del CLN di tenere il Convegno a Bari anziché a Napoli, troppo vicina al fronte di Cassino.
All'inizio del '44, quindi, si riunisce il Congresso di Bari dei CLN (28-29 gennaio 1944), prima Assemblea libera nell'Europa liberata.
Bartolo è tra gli organizzatori del Congresso e fa parte dell'Ufficio di Segreteria.
Il Congresso accoglierà la richiesta rivolta da Benedetto Croce agli Alleati di dare un segno di discontinuità politica esautorando il re e, pur rinviando la Questione Istituzionale,  delibererà di perseguire l'immediata abdicazione ed un nuovo governo aperto ai partiti; tutto ciò avrà ampia risonanza nel Mondo libero, e sarà “il primo anello della catena che conduce alla Costituente e all'avvento della Repubblica”.
Nel dicembre 1944 Bartolo collabora ancora con Cifarelli nell'organizzare a Bari il Convegno di Studi Meridionalistici dal titolo “Dati storici e prospettive attuali della Questione Meridionale”, organizzato dal PdA, che vede la partecipazione di eminenti Meridionalisti, (Adolfo Omodeo, Guido Dorso, Manlio Rossi-Doria ecc.) che riprende il dibattito sulle diverse possibili strategie da promuovere per affrontare il problema del Mezzogiorno fermo da vent'anni a favore della politica di conquiste coloniali.
Per Bartolo è l'occasione per conoscere personalmente questi studiosi, che lo rendono consapevole dell'intreccio tra politiche nazionali e condizioni socio-economiche del Sud.

### Il dopoguerra e l'attività politica
Con la fine del Partito d'Azione del 1946 Bartolo aderisce prima al Movimento Democratico Repubblicano, insieme a Michele Cifarelli e Ferruccio Parri, e poi al PRI, di cui sarà membro della Direzione Nazionale fino al 1964 e segretario regionale per la Puglia dal 1950 al 1962; in tale veste organizza il Congresso Nazionale del PRI a Bari nel 1952, cogliendo l'occasione per inaugurare un busto a Giuseppe Mazzini nei giardini del lungomare barese.
Al contempo aderisce al Movimento Federalista Europeo, di cui sarà segretario regionale fino al 1958.
Viene eletto una prima volta al Consiglio Comunale di Bari, nella Giunta DiCagno (1946-1952), ove si distinguerà per l'impegno nell'affrontare i problemi pratici della ricostruzione.

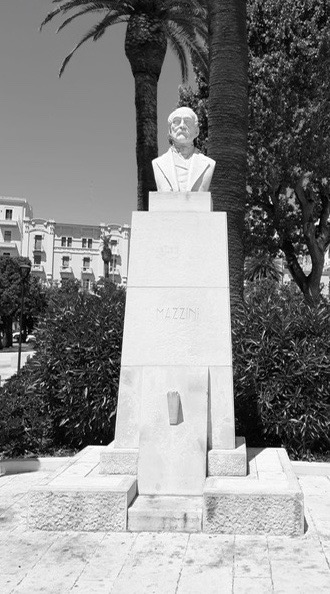
Busto di Giuseppe Mazzini Bari, 1952

Sempre presente nell'agone politico e in tutte le elezioni locali, amministrative e politiche, seppur con risultati elettorali del PRI sempre modesti, torna in Consiglio Comunale (dopo la svolta di "centro-sinistra" che aveva appoggiato anche all'interno del PRI): è Assessore ai Contratti, Appalti e Pubbliche Relazioni con la Giunta Lozupone dal 1962 al 1964.  Proseguirà con l'impegno politico anche a livello nazionale e, nel 1976, si candiderà alla Camera (Circoscrizione di Roma, in lista con La Malfa ed altri), ma non verrà eletto.
Stimato nel Partito, e da Ugo La Malfa in particolare, per la sua ampia cultura e per la competenza storica, giuridica ed economica, viene anche nominato nei Consigli di Amministrazione di importanti Enti pubblici.
Stimato docente, entra a far parte di Istituti di ricerca storica facenti capo al Comune e all'Università di Bari, anche con incarichi di rilievo.
Problemi di salute lo costringono gradualmente a rinunciare ad alcuni di questi incarichi, ed anche all'insegnamento. 
Si spegne all'improvviso il 3 luglio del 1977 per un infarto, all'età di 65 anni.

## Meridionalismo
Sempre costante è l'impegno a contribuire alla Questione Meridionale, con idee, azioni e ricerca di soluzioni.
Con la partecipazione al Convegno di studi meridionalistici del dicembre 1944, Bartolo prende contatto con gli studiosi che da decenni avevano posto la loro attenzione alla Questione Meridionale e avevano indicato possibili strategie di intervento.
Entrato nella politica attiva Bartolo approfondisce lo studio dei “classici” del Meridionalismo e segue con grande interesse l'acceso dibattito sulle strategie meridionaliste che si concretizzano nel 1950 con la creazione della Cassa del Mezzogiorno; nello svolgere il suo ruolo politico ed amministrativo si impegna affinché gli investimenti infrastrutturali deliberati dagli Enti Centrali siano destinati a progetti di Enti Locali del Mezzogiorno.
Con l'intento di favorire gli scambi economici di prodotti dell'agricoltura e dell'industria meridionali verso il vasto mercato tedesco, contribuisce ad istituire a Bari, oltre alla Associazione culturale "Amici della Germania", anche la "Camera di Commercio Italo-tedesca": attività queste che gli valgono una Onorificenza da parte della Repubblica Federale della Germania.
Intanto la creazione della “Cassa” non attenua il vivace dibattito sulle strategie di intervento: perché a fronte di innegabili risultati positivi in alcuni settori non mancano i risultati deludenti in altri. Le diagnosi formulate sono molteplici e Bartolo ne avverte la parzialità ed il bisogno di una visione di ampio respiro che sia in grado di dar conto di tutti i fattori che hanno condizionato i risultati.
Alla fine degli anni '50 avvia perciò una ricognizione di tutte le fonti storiografiche, a partire dai  "Meridionalisti classici", e ripercorre criticamente le fasi del dibattito: da quella dell'immediato dopoguerra, agli atti di congressi e convegni, agli articoli di quotidiani e riviste periodiche.
La prima versione del suo lavoro, limitata al periodo dal '43 alla nascita della “Cassa” nel 1950, viene presentata allo Svimez; l'opera suscita interesse e questo lo sprona ad impegnarsi per redigerne una versione più completa che tracci un'analisi dell'evoluzione del Mezzogiorno nei primi anni di attività della Cassa stessa, almeno fino al 1954. Pur con questa delimitazione temporale, lo studio si protrae per oltre un decennio.
Intanto la realtà economica man mano si evolve, anche in forme impreviste dalle teorie, e le strategie meridionaliste devono adeguarsi puntando ora all'“industrializzazione del Mezzogiorno”: portare le industrie al Sud, anziché i meridionali al Nord.
Bartolo percepisce che questa è un'evoluzione storica importante che coinvolge modelli economici e sociali e ritiene di grande interesse studiarne le dinamiche indagandole con approccio da storico e comincia a raccogliere la documentazione.
Non riuscirà a completare la sua opera; la morte improvvisa, nel 1977, lo coglie con il materiale pronto ed ordinato solo per una piccola parte. Lascerà un ampio archivio di schede bibliografiche che censiscono articoli e atti con l'evidenza delle cose salienti in essi contenute.

## Opera bibliografica e archivi
All'indomani della sua scomparsa, la Provincia di Bari finanzia la pubblicazione del materiale ultimato, curata dalla Biblioteca Provinciale De Gemmis. I due volumi vengono editati solo nel 1995 e contengono di fatto solo la prima delle cinque Parti previste dal Piano dell'Opera.
Il resto del materiale, custodito nella Biblioteca di casa Bartolo, è in attesa di essere recuperato e pubblicato.
Il Piano dell'Opera, articolato complessivamente su 9 Tomi, prevedeva 5 Parti una per il 1943-46, ed una per ciascun biennio successivo.

## Saggi e articoli
- Giuseppe Bartolo, Genesi e sviluppo di una nuova politica per il Mezzogiorno / Bibliografia ragionata della stampa quotidiana e periodica negli anni 1943-54, Parte Prima: La Questione Meridionale fra il 1943 ed il 1946 / L'alternativa istituzionale: l'occasione storica, tomo 1, Lecce, Congedo Editore, 1992, ISBN 88-778-65172.
- Giuseppe Bartolo, Genesi e sviluppo di una nuova politica per il Mezzogiorno / Bibliografia ragionata della stampa quotidiana e periodica negli anni 1943-54, Parte Prima: La Questione Meridionale fra il 1943 ed il 1946 / L'alternativa istituzionale: l'occasione storica, tomo 2, Lecce, Congedo Editore, 1992, ISBN 88-778-65369.
- Giuseppe Bartolo, Alternativa istituzionale e Questione Meridionale nella pubblicistica meridionale dell'immediato dopoguerra, in Studi in onore di Pasquale Saraceno, Giuffrè Editore, 1975,  pp. 1065-1088.
- Giuseppe Bartolo, L'appuntamento mancato trent'anni fa con la "questione meridionale" – Gli errori del Mezzogiorno dopo la caduta del fascismo, in La Gazzetta del Mezzogiorno, 8 gennaio 1974.
- Giuseppe Bartolo, Quello storico gennaio del 1944, trent'anni dopo- Il contributo politico dato dal Sud, in La Gazzetta del Mezzogiorno, 29 gennaio 1974.
- Simplicius, Gli Apolitici, in Notiziari e commenti trasmessi a Radio Bari (dattiloscritto), ottobre 1943.
- Simplicius, Intransigenza, in Notiziari e commenti trasmessi a Radio Bari (dattiloscritto), 26 gennaio 1944.

## Intitolazioni
Il Comune di Bari ha dedicato alla figura di “Giuseppe Bartolo meridionalista” un viale della città inaugurato con breve cerimonia alla presenza del Sindaco il 25 marzo 1995.

## Onorificenze e premi
- "Grand'Ufficiale"  dell'Ordine al Merito della Repubblica Italiana, Roma, 2 Giugno 1969.
- “Croce al Merito di 1ª Classe” dell'Ordine al Merito della Repubblica Federale di Germania ("Verdienstkreuz 1.Klasse" des Verdienstordens der BundesRepublik Deutschland), Bonn, 17 marzo 1970.
- In suo ricordo sono state promosse varie edizioni del "Premio Bartolo" per ricerche sulla storia del Mezzogiorno che ha premiato nel tempo Manlio Rossi-Doria[42], Leonardo Sacco, Antonio Rossano e Vito Antonio Leuzzi[43][44].

Una edizione speciale, aperta agli studenti di un Istituto Superiore sito in Via Giuseppe Bartolo a Bari, si è tenuta invece nel 2017, in occasione dei quarant'anni dalla morte.
Il 20 aprile 2023 il Comune di Bari con l’ANPI e l’ANSI di Bari lo hanno ricordato nella Sala Consiliare, alla presenza di Vito Antonio Leuzzi, Ferdinando Pappalardo, Nicola Simonetti e Luciano Canfora, in occasione della presentazione della biografia scritta da Antonella Bartolo: …e Croce gli disse: vèstiti da fascista! Biografia di Giuseppe Bartolo antifascista, azionista, studioso di meridionalismo.

### Annotazioni
1. ↑  Oltre a coltivare interessi umanistici Bartolo si dedica agli studi di economia, storia, filosofia, storia dell'arte, musica classica e teatro.
2. ↑  Questa loro maturazione è documentata dal "Diario" di Michele Cifarelli, ritrovato tra le sue carte e pubblicato postumo, che copre il periodo da luglio 1934 fino a settembre 1938[4].
3. ↑  "A partire dal 1938 la comunanza d'idee tra i giovani raccolti intorno a Tommaso Fiore sfociò nella formazione di un gruppo che teneva riunioni periodiche per ascoltare e discutere relazioni elaborate a turno, su temi diversi, da singoli membri. Scopo preciso era prepararsi come classe politica per un futuro democratico"[6].
4. ↑  I rapporti con Tommaso Fiore e Benedetto Croce rappresentarono per i giovani baresi un privilegio, accompagnati dalla eccezionale cornice della libreria Laterza; questa offre loro «libri editi in Italia, spesso traduzioni di autori stranieri, di limitatissima circolazione e difficilmente reperibili nelle librerie "normali"»[7].
5. ↑  "Il passaggio definitivo da cenacolo culturale a gruppo politico organizzato avvenne con la nascita della Giovane Europa. La lettura della stampa clandestina, gli incontri segreti con gli esponenti di Giustizia e Libertà, le discussioni fra gli amici avevano rafforzato tra i giovani baresi il convincimento che ogni lotta per la libertà nazionale diventasse lotta per la libertà dell'Europa"[6].
6. ↑  "nel giugno del 1941 fu scritto il più importante testo europeistico della Resistenza - un gruppo di giovani baresi si riunì per costituire formalmente l'associazione Giovane Europa. Era il novembre 1941 e presso l'abitazione di Michele Cifarelli venne pronunciato il seguente giuramento[8]: «In nome dell'Europa, mia patria, e della libertà, risvegliato alla consapevolezza di una tradizione due volte millenaria che a me europeo è stata commessa e che in me europeo si continua e si difende (…). Così oggi… Giuro...»"[9].
7. ↑  Dei notiziari e commenti trasmessi con lo pseudonimo di "Simplicius" citiamo il commento "Gli Apolitici", letto nell'ottobre 1943[10], ed il commento "Intransigenza", letto il 26 gennaio 1944[11][12].
8. ↑  Questa "beffa" a Radio Berlino, ordita da Bartolo, ebbe il consenso di Greenlees[19][20].
9. ↑  "Alla richiesta dei partiti che si riconoscevano nel CLN (…) tentò di opporsi Badoglio, che in un primo momento ottenne il consenso degli alleati. Tuttavia la ferma denuncia delle forze democratiche pugliesi e napoletane che a Napoli, il 20 dicembre 1943, in occasione della commemorazione di Giovanni Amendola, elevarono una vibrante protesta verso gli anglo-americani (…), ebbe una forte cassa di risonanza sulla stampa estera. (…) I Commissari della Commissione Alleata di Controllo (…) si affrettarono ad autorizzare il Congresso, da tenersi non a Napoli, troppo vicina alla linea del fronte, ma a Bari"[21].
10. ↑  Degli Atti del Congresso sono state stampate una versione originale nel '44[22] e due ristampe in anni successivi[23][24].
11. ↑  Si vedano gli Atti del Convegno curati dal fratello Raffaele e stampati dalla Tipografia Canfora & C 1946 e ristampati dalle Edizioni dal Sud nel 1995 a cura di Vito Antonio Leuzzi[26][27].
12. ↑  Si impegna per le scuole: promuovendo il “Movimento pro banchi di scuola“ al fine di rimettere in sesto le tante scuole devastate durante il conflitto. Su incarico della Giunta è membro della Deputazione municipale per il Teatro Comunale Piccinni, e si adopera alla ripresa delle attività teatrali e musicali cittadine; fonda con altri docenti la “Fondazione Concerti”, che porterà a Bari concertisti di fama internazionale, e di cui sarà a lungo amministratore. Nel 1951 entra nel CdA della Fiera del Levante con specifiche mansioni per l'organizzazione di Convegni e Manifestazioni, incarico che manterrà fino al 1957[3].
13. ↑  Sarà nei CdA di: “Le Assicurazioni d'Italia” (1963-1973), dell'Istituto Nazionale delle Assicurazioni (1963-1977), del Consorzio di Credito per le Opere Pubbliche (1965-1973), della "Banca Nazionale del Lavoro-Sezione Credito Industriale" (1966-1977), e come Revisore dei Conti nell'Istituto per l'Enciclopedia Italiana (Treccani)[3].
14. ↑  È, in periodi diversi: Socio Ordinario della Società di Storia Patria, Segretario della Sezione di Bari Istituto Storico del Risorgimento, Consigliere di Amministrazione del Museo Storico di Bari, Consigliere di Amministrazione del "Centro Studi Normanno-Svevi" presso l'Università di Bari, 1965–1972.
15. ↑  Fra i quali: Giovanni Carano Donvito, Benedetto Croce, Antonio De Viti De Marco, Guido Dorso, Tommaso Fiore, Giustino Fortunato, Antonio Gramsci, Antonio Lucarelli, Francesco Saverio Nitti, Gaetano Salvemini, Luigi Sturzo, Umberto Zanotti Bianco, Manlio Rossi Doria.
16. ↑  Il dibattito solleva forti ostilità politiche sia da destra, per la prevedibile resistenza del blocco degli agrari alla Riforma Agraria, sia dalle sinistre perché in contrasto con le politiche da loro portate avanti a livello nazionale. Punto di svolta il Convegno “ERP e Mezzogiorno”[32], in cui viene proposto un “intervento straordinario” tramite apposito Ente con il compito da un canto di creare infrastrutture e dall'altro di migliorare la produttività dell'agricoltura con l'adozione di tecnologie evolute.
17. ↑  “Questi compiti egli svolse tenendo sempre presenti gli interessi del Mezzogiorno, perché si mosse costantemente nell'ambito di un genuino e moderno meridionalismo. (…)”[30].
18. ↑  Ammiratore della cultura tedesca “classica”, quella dei grandi pensatori, letterati, musicisti, artisti, storici e scienziati, offuscata dalla parentesi nazista come quella italiana lo era stata dal fascismo, si fa promotore della riconciliazione tra Italia e Germania attraverso la cultura; e così crea l' "Associazione Amici della Germania",  presso la quale organizza frequenti eventi culturali e corsi di lingua tedesca.
19. ↑  Le diagnosi valutate sono varie: dall'intervento sostitutivo anziché aggiuntivo a quello ordinario dello Stato, agli sprechi per investimenti improduttivi, alle sacche di parassitismo, agli impegni non mantenuti dai beneficiari degli aiuti economici fino ai cambiamenti della società italiana nel suo complesso[33].
20. ↑  Fra i quali: Giovanni Carano Donvito, Benedetto Croce, Antonio De Viti De Marco, Guido Dorso, Tommaso Fiore, Giustino Fortunato, Antonio Gramsci, Antonio Lucarelli, Francesco Saverio Nitti, Gaetano Salvemini, Luigi Sturzo, Umberto Zanotti Bianco, Manlio Rossi Doria.
21. ↑  L'adozione di nuove tecnologie in agricoltura porta ad un sostanziale ridimensionamento del lavoro in ambito agricolo come numero di addetti e ad una conseguente forte mobilità interna verso le zone più industrializzate del Paese; la strategia meridionalista punta allora all'Industrializzazione[36][37].
22. ↑  Vittore Fiore racconterà con commozione la mattina passata con lui a consultare fonti e documenti, concordare ulteriori contatti e ricerche, lasciandosi con gli ultimi progetti da ultimare e con le rose per la moglie, colte nel suo giardino. Quel pomeriggio Bartolo avrà un infarto fatale. «Come abbia fatto a reperire e registrare un materiale immenso, sconosciuto, abbandonato (…) lo sa solo Iddio»[31].
23. ↑  Vittore Fiore nel chiudere la sua Prefazione all'Opera scrive: “Giuseppe Bartolo è stato un vero precursore, per aver dato dignità alle fonti giornalistiche rispetto a quelle tradizionali rappresentate dai libri e dagli archivi. Aprendo alla pubblicistica come fonte primaria, ha dischiuso la strada ad un modo di informare più moderno grazie a strumenti democratici più facilmente accessibili.”
24. ↑  L'edizione speciale prevedeva due "borse di studio" sul tema "La Questione Meridionale, oggi".

### Fonti
1. ↑   Note, in Archivio famiglia Bartolo, Bari, 1976.
2. ↑  Cifarelli 2003, p. 35.
3. 1 2 3 4 5 6 7   Giuseppe Bartolo, Curriculum del Gr.Uff.Dott.Prof.Giuseppe Bartolo, in dépliant elettorale redatto dallo stesso, Archivio famiglia Bartolo, Roma, 1976.
4. ↑  Cifarelli 2003.
5. ↑  Cifarelli 2003, pp. 10-11.
6. 1 2  Laganà, p. 153.
7. ↑  Laganà, p. 152.
8. ↑   pubblicato successivamente da Tommaso Fiore, in Nuovo Risorgimento, settimanale storico-politico, a.1, n. 3/4, Bari, 15 giugno 1944,  p. 4.
9. ↑  Laganà, p. 151.
10. ↑  Simplicius (G. Bartolo), conversazione letta a Radio Bari, ottobre 1943, originale dattiloscritto; in Leuzzi 1996, pp. 252-254.
11. ↑  Simplicius (G.Bartolo), conversazione letta a Radio Bari, 26 gennaio 1944, originale dattiloscritto; in Archivio Storico del Senato, Fondo Michele Cifarelli, sezione 1, unità 10, sottofascicolo 2, pp. 222 - 224.
12. ↑   ‘Fondo Michele Cifarelli' Archivio Storico del Senato, su patrimonio.archivio.senato.it. URL consultato il 16 giugno 2020.
13. ↑   ‘Greenlees Ian Gordon', su siusa.archivi.beniculturali.it. URL consultato il 20 maggio 2020.
14. ↑  Leuzzi e Schinzano.
15. ↑  Rossano, p. 82.
16. ↑  Spagnulo, pp. 105-108.
17. ↑  Spagnulo, pp. 90-92.
18. ↑  Russo, pp. 50-51.
19. ↑   Come Radio Bari beffò Radio Berlino, in inserto "Documenti" della rubrica "Nuovo Corso", n. 40.
20. ↑   Giorgio Torelli, Forse Mussolini udì la voce di Aldo Moro da Radio Bari, in Settimanale “Gente”, sesto articolo di una serie, 27 aprile 1962.
21. ↑  .Leuzzi 2005, pp. 20-21.
22. ↑  Buonanno e Valentini 1944.
23. ↑  Buonanno e Valentini 1994.
24. ↑  Leuzzi 1997.
25. ↑  Leuzzi 1997, pp. 7, 62.
26. ↑  Cifarelli 1946.
27. ↑  Leuzzi 1995.
28. ↑   Redazionale, La Gazzetta del Mezzogiorno, 10 maggio 1952.
29. ↑   Le statue di Bari, su barinedita.it. URL consultato il 15 giugno 2020.
30. 1 2   Redazionale, L'estremo saluto a Peppino Bartolo, in La Gazzetta del Mezzogiorno, 5 luglio 1977.
31. 1 2 3   Vittore Fiore, Sapeva tutto del Sud-La morte di Giuseppe Bartolo, in La Stampa, 8 luglio 1977.
32. ↑  De Robertis.
33. ↑  Giovanni Enrico Marciani, Passato e presente della produzione agricola del Mezzogiorno, in Studi in onore di Pasquale Saraceno, pp. 589-602.
34. ↑  Gustav Shachter, Politiche alternative di sviluppo per il Mezzogiorno, in Studi in onore di Pasquale Saraceno, pp. 973-994.
35. ↑  Ne esiste copia presso la Biblioteca di famiglia, vedi Archivio Famiglia Bartolo.
36. ↑  Guglielmo Tagliacarne, Livello di vita e tendenze di sviluppo delle aree socio-economiche del Mezzogiorno, in Studi in onore di Pasquale Saraceno, pp. 1065-1088.
37. ↑  Sergio Zoppi, Quale meridionalismo oggi?, in Studi in onore di Pasquale Saraceno, pp. 1109-1124.
38. ↑   Giuseppe Bartolo, Genesi e sviluppo di una nuova politica per il Mezzogiorno / Bibliografia ragionata della stampa quotidiana e periodica negli anni 1943-54, Parte Prima: La Questione Meridionale fra il 1943 ed il 1946 / L'alternativa istituzionale: l'occasione storica, tomo 1, Lecce, Congedo Editore, 1992, ISBN 88-778-65369.
39. ↑   Giuseppe Bartolo, Genesi e sviluppo di una nuova politica per il Mezzogiorno / Bibliografia ragionata della stampa quotidiana e periodica negli anni 1943-54, Parte Prima: La Questione Meridionale fra il 1943 ed il 1946 / L'alternativa istituzionale: l'occasione storica, tomo 2, Lecce, Congedo Editore, 1992, ISBN 88-778-65369.
40. ↑   Redazionale, Giuseppe Bartolo ed il Meridionalismo di carta-presentati oggi a Bari due suoi volumi, in La Gazzetta del Mezzogiorno, 24 marzo 1995.
41. ↑   Redazionale, Un viale intitolato a Bartolo, in La Gazzetta del Mezzogiorno, 14 marzo 1995.
42. ↑   Redazionale, Premio Bartolo: oggi al Comune la cerimonia, in La Gazzetta del Mezzogiorno, 23 aprile 1982.
43. ↑   Redazionale, Premio Bartolo: mercoledì 15 la consegna, in La Gazzetta del Mezzogiorno, 11 maggio 1996.
44. ↑   Nello Mongelli, La straordinaria umanità di un meridionalista convinto - Il Premio Bartolo ad Antonio Rossano e V.A.Leuzzi, in Puglia, 13 maggio 1996.
45. ↑   IISS "Marco Polo" Bari, "Borsa di Studio Giuseppe Bartolo", in Archivio Famiglia Bartolo, 6 novembre 2017.
46. ↑   IISS "Marco Polo" Bari, Invito alla Cerimonia di Premiazione "Borsa di Studio Giuseppe Bartolo", in Archivio Famiglia Bartolo, 5 giugno 2017.
47. ↑   Antifascista innamorato del Sud, la vita di Bartolo in un libro, su ANSA.it. URL consultato il 2023-25-04.